# فادو موتسيلور
فادو موتسيلور هي قرية تقع في إقليم ألبا في رومانيا.

## السكان
حسب إحصائيات 2002 بلغ عدد سكان القرية 1,558 نسمة.